# Sugizo
Yūne Sugihara (em japonês: 杉原 有音; romaniz.: Sugihara Yūne) nascido Yasuhiro Sugihara (em japonês: 杉原 康弘; romaniz.: Sugihara Yasuhiro; nascido em Hadano, Kanagawa, Japão, em 8 de julho de 1969) mais conhecido exclusivamente pelo seu nome artístico Sugizo é um músico, cantor, compositor, produtor musical, ator, escritor e ativista japonês. Ele é mais conhecido como sendo o guitarrista e violinista das bandas de j-rock Luna Sea e X Japan. 
Ele começou sua carreira solo em 1997 e desde então colaborou com muitos artistas. Em 2007 ele se tornou membro do trance/world music Juno Reactor, e do grupo de rock japonês S.K.I.N., e em 2009 se juntou oficialmente à banda de heavy metal X Japan. Ele também faz parte da banda psicodélica Shag e da unidade xamânica de música eletrônica S.T.K (Sensual Technology Kooks).
Além de ser conhecido por experimentar inúmeros gêneros musicais, principalmente rock, psicodélico e eletrônico, ele é conhecido por suas idéias e visões políticas, sendo um ativista anti-guerra, anti-nuclear e ambiental.

## Carreira

### Início da vida e educação musical
Yasuhiro Sugihara nasceu em 8 de julho de 1969, filho de pai japonês de Manchukuo e mãe japonesa-alemã em Hadano, Kanagawa, no Japão. Seu pai tocava trompete na Orquestra Sinfônica Metropolitana de Tóquio, e sua mãe tocava violoncelo na mesma orquestra. Desde tenra idade, ele foi educado e teve que estudar a teoria da música clássica. Aos três anos de idade, por iniciativa do pai, começou a aprender a tocar violino. Ele praticava cerca de 3 horas por dia, mas sem um tipo exato de música ou compositor. Ele começou a odiar tocar música, e a coerção de seus pais agravou tal sensação de repulsa, o que persistiu até os dez anos de idade. Seus primeiros compositores favoritos incluíram Beethoven, Béla Bartók, Lizst  e Johann Sebastian Bach.
Quando Sugizo tinha cerca de doze anos de idade, por volta do começo da escola secundária, começou a tocar trompete. Ele preferia mais a imagem "suja" do trompete, como era na década de 1950 e até a década de 1970, em comparação com o violino, que era visto como algo para pessoas com maior perfil ou classe. Foi durante seus dias na escola secundária que ele se tornou mais exposto a tipos de músicas não-clássicas, como o grupo de synthpop japonês Yellow Magic Orchestra, o grupo de new wave britânico Japan, o glam rock de David Bowie e a cena punk de Londres, tendo sua base para rock'n'roll.

### 1986–96: Bandas antigas e Luna Sea
Apesar da desaprovação de seu pai, Sugizo adquiriu um baixo e uma guitarra elétrica, e começou a aprender sozinho a tocar. Quando ele tinha cerca de 17 anos de idade, então no ensino médio, Sugizo, com Shinya na bateria e Tezya nos vocais formaram uma banda de power metal chamada Pinocchio, onde ele tocou como baixista. Como a estrutura interna de Pinocchio não era coesa, eles partiram e se juntaram brevemente à banda Kashmir em 1988. Em 16 de janeiro de 1989, os dois se juntaram a outra banda que se apresentou nas mesmas casas de shows, chamada Lunacy, formada por J e Inoran. Com a adição de Ryuichi Kawamura, vocalista da banda Slaughter, os cinco formaram a unidade de visual kei rock Lunacy. Como J já era o baixista e Inoran preferia tocar guitarra base, Sugizo se tornou o guitarrista e assumiu seu nome artístico, o qual ele acredita que Shinya tenha criado. Logo eles foram descobertos por hide (então guitarrista do X Japan), que os contratou pelo co-fundador do X Japan, Yoshiki, para seu selo independente Extasy Records, no qual eles lançaram seu primeiro álbum em 1991. Após o lançamento do primeiro álbum, a banda mudou seu nome de Lunacy para Luna Sea. Eles se tornaram uma das bandas de rock mais famosas do Japão, vendendo mais de dez milhões de discos, além de se apresentarem na China e em Taiwan.

### 1997–2001: carreira solo,Truth?
Após o Luna Sea entrar em uma pequena pausa 1997, Sugizo iniciou sua carreira solo e abriu o selo independente "Cross" para produzir outros artistas, além de lançar seus próprios discos. Ele ressalta que a abertura de sua gravadora foi um de seus projetos mais importantes na época, porém não mais. Em 9 de julho, seu single de estreia, "Lucifer", foi lançado e alcançou a oitava posição na parada de singles da Oricon. Foi seguido por sua primeira turnê solo, "Abstract Day", que durou até a apresentação final em agosto no Akasaka Blitz, onde ele foi acompanhado por DJ Krush, Masami Tsuchiya e membros do Japan. Então, em 10 de setembro, ele lançou seu segundo single, "A Prayer", que alcançou o número 7 nas paradas. Já no dia 19 de novembro, seu primeiro álbum solo Truth? foi finalmente lançado e alcançou o número 12 nas paradas de álbuns da Oricon. Foi recebido com críticas mistas, em grande parte por causa do inesperado estilo musical, divergindo com sua musicalidade no Luna Sea. Uma variedade de artistas participou do álbum, de Ryuichi Sakamoto e Mick Karn, a Lou Rhodes e Valerie Etienne. No final do ano, foram lançadas edições remixadas de seus dois singles e seu álbum de estreia.
Como Luna Sea resumiu as atividades, até a dissolução da banda, Sugizo colaborou no estúdio com a atriz Miki Nakatani, e os cantores Miu Sakamoto e Vivian Hsu, entre outros. Em 11 de agosto de 1999, um álbum compilado intitulado "Grand Cross 1999", que foi patrocinado pela gravadora de Sugizo "Cross", foi lançado, apresentando muitos músicos com quem ele havia trabalhado antes e muitos pela primeira vez.
Em 2001, ele participou do N.M.L (No More Landmines) de Ryuichi Sakamoto, uma campanha para promover a conscientização sobre os problemas das minas terrestres e promover a proibição destas, e ajudou na criação do álbum Zero Landmine. Ele estrelou e compôs a música para o filme Soundtrack de Ken Nikai. Em 14 de novembro, um álbum de compilação inspirado no filme, intitulado Parallel Side of Soundtrack foi lançado, e no ano seguinte ele lançou o single "Rest in Peace & Fly Away", com Bice nos vocais. Nesse mesmo ano, ele produziu a música, bem como dançou em, Suichoku no Yume, uma produção da popular companhia de dança contemporânea H. Art Chaos.

### 2002–07:C:Lear, juntando-se ao Juno Reactor
Por volta do final de 2001, ele formou o projeto solo Sugizo & the Spank Your Juice, com quem ele esteve ativo até 2004 lançando três singles; "Super Love", "Dear Life" e "No More Machineguns Play the Guitar", que entraram no top 50 nas paradas da Oricon. Sua carreira de ator também continuou em 2002, quando ele estrelou o filme Rock'n'roll Mishin de Isao Yukisada, e a série RedЯum, dirigida por Ken Nikai. Em 2003, após o lançamento de "No More Machineguns Play the Guitar", ele lançou seu segundo álbum C:Lear. Chegou ao número 56 nas paradas de álbuns da Oricon.
Em março de 2004, Sugizo formou a banda de rock Flare com a vocalista Yuna Katsuki. Ele também criou uma nova gravadora chamada "Embryo", que recebeu grande distribuição da Universal Music Group pela música de The Flare. Eles se apresentaram no Dia da Terra em Tóquio, o maior evento do Japão dedicado a causas ambientais e pacíficas. A banda duraria até 2006, lançando quatro singles e um álbum. Em maio de 2005, Sugizo organizou o evento "Neo Ascension Groove", com a sessão psicodélica Jam Shag. Na banda ele toca violão, violino e percussão, enquanto a música é vanguardista com concentração no ritmo. Em abril de 2006, colaborou com o trompetista Toshinori Kondo e comemorou o Dia da Terra participando de três shows realizados em 9, 22 e 23 de abril no Yoyogi Koen em Tóquio. Mais tarde, ele teve sua primeira apresentação com Juno Reactor no Tokyo Techno Festival, depois de iniciar conversas com a banda em 2005 sobre uma possível colaboração.
Em 2007, Sugizo participou do projeto Stop Rokkasho, da ONG japonesa Boomerang Net, liderado por Ryuichi Sakamoto. O projeto foi criado para chamar a atenção para a Planta de Reprocessamento de Rokkasho na Prefeitura de Aomori. [30] Em abril, ele tocou no Nagisa Music Festival com o Shag. Em 29 de junho, na convenção Anime Expo de 2007, em Long Beach, teve a performance de estréia de S.K.I.N, um supergrupo formado por Sugizo, Yoshiki, Gackt e Miyavi. Em julho, Juno Reactor se apresentou como o principal ato do White Stage no último dia do Fuji Rock Festival. Em 5 de dezembro, ele lançou o álbum de remixes Spirituarise, no qual artistas do Japão e do exterior remixaram suas faixas originais. Em 24 de dezembro de 2007, Luna Sea se reuniu para um concerto de apenas uma noite no Tokyo Dome.

### 2010–11:FlowereTree of Life, reunião do Luna Sea

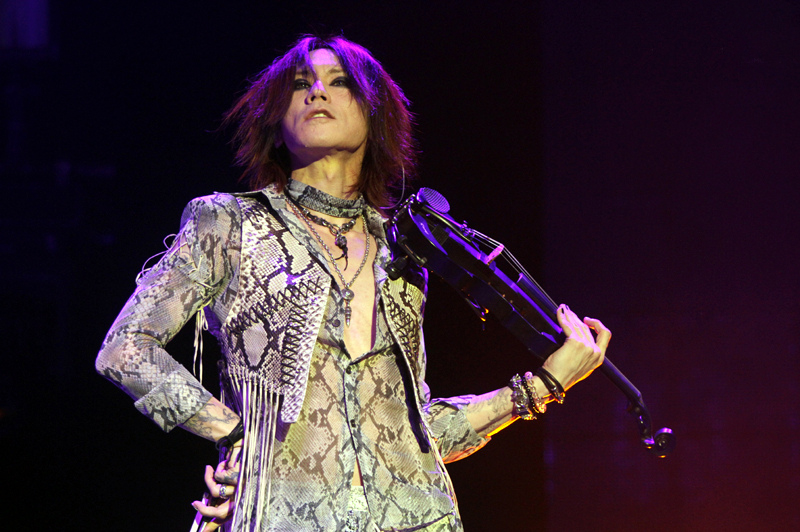
Sugizo tocando violino com o X Japan em São Paulo, em 2011.

Ao retornar ao Japão, em 27 de janeiro, Sugizo lançou dois singles digitais, "Fatima" e "Do-Funk Dance", outro em 24 de fevereiro intitulado "Prana", que também liderou as paradas eletrônicas do iTunes, e mais um em 31 de março chamado "Dear Spiritual Life".
Sugizo foi o diretor musical e compositor da trilha sonora do teatro jidaigeki, Nemuri Kyoshiro Buraihikae, apresentando Gackt no papel principal, que teve 120 apresentações em todo o Japão. Em abril, ele se apresentou no Nagisa Music Festival.
Em 8 de julho, Sugizo anunciou que ajudaria seu amigo Mick Karn, que foi diagnosticado com câncer, remixando sua música "Missing". A música foi renomeada para "Missing Link" e estava disponível para download em troca de uma doação no site oficial de Mick para ajudar a financiar o caro tratamento médico. Mick Karn morreu em 4 de janeiro de 2011.
Em 29 de agosto, ele realizou um evento de fã-clube chamado "Soul's Mate Day IV". O show contou com um conjunto acústico que recebeu o nome de "Soul's Mate Quintet". Em 31 de agosto, ele e Luna Sea participaram de uma conferência de imprensa em Hong Kong, onde anunciaram que estariam em turnê pelo mundo após 10 anos de inatividade. De 5 a 8 de novembro, Sugizo se juntou aos bateristas Budgie, Leonard Eto e Mabi, e o multi-instrumentista Knox Chandler em Hong Kong, para participar de um projeto chamado "The Butterfly Effect: East-West Percussive Parade", como parte do projeto "New Vision Arts Festival". Em 13 de abril de 2011, Sugizo lançou dois singles, "No More Nukes Play the Guitar" e "The Edge". Em 29 de junho, ele lançou o single "Miranda", seguido de "Neo Cosmoscape" em 27 de julho, remixado pelo System 7, "Enola Gay" em 15 de agosto, e "Pray for Mother Earth" em 9 de setembro, uma canção que ele escreveu com Toshinori Kondo para o Dia da Terra de 2006. Em 14 de dezembro, Sugizo lançou dois álbuns, Flower of Life e Tree of Life. O primeiro é completamente instrumental com músicas psicodélicas e eletrônicas, enquanto o segundo inclui músicas remixadas e aquelas feitas em colaboração com outros artistas. Em dezembro, uma turnê de quatro datas intitulada "Stairway to the Flower of Life" foi realizada, com um show em Taipé e Hong Kong.

### 2012–2014: Luna Sea, X Japan,7 Doors

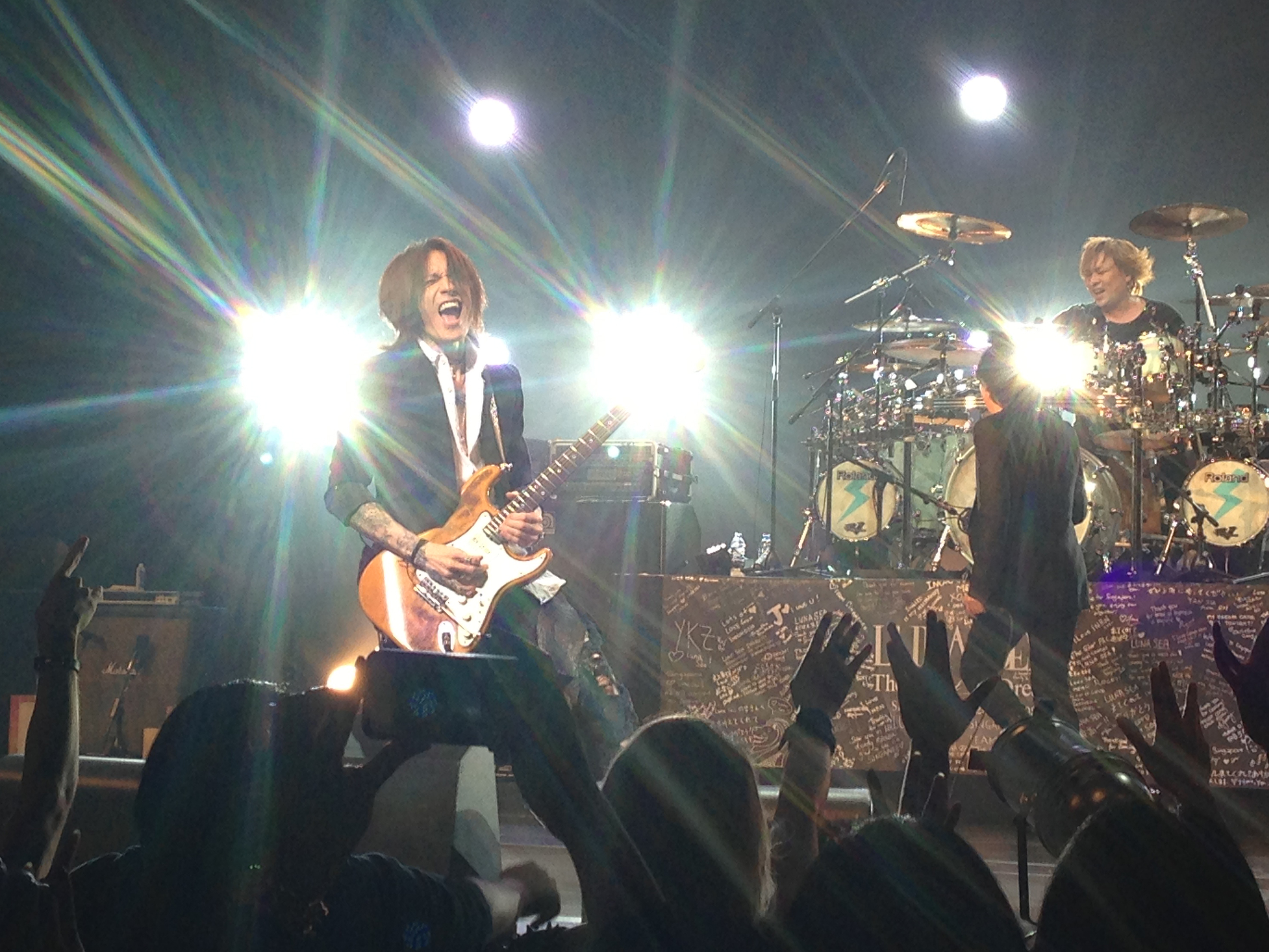
Sugizo com Luna Sea em Singapura, 2013

Em 2012, além de estar muito envolvido com o Luna Sea, duas músicas digitais foram lançadas, intituladas "Final of the Messiah" e "Super Love 2012", seguidas de shows. O último concerto da pequena turnê "Ascension to the Consientia" foi em 17 de setembro, no Akasaka Blitz. Em 30 de maio, a trilha sonora original composta e produzida por Sugizo para a peça teatral 7 Doors foi lançada, e ele também estrelou a peça, uma encenação da ópera de Bartók, O Castelo de Barba-Azul.
Em 6 de março de 2013, seu álbum de remix Vesica Pisces foi lançado, incluindo remixes de Juno Reactor, System 7 e The Orb. Em 23 de abril, The Golden Sun of the Great East saiu, o segundo álbum de estúdio do Juno Reactor com a participação de Sugizo. Sugizo colaborou com vários músicos no tributo ao Dead End, especificamente na música "Serafine". Sugizo foi o diretor musical e compositor da nova encenação de Frankenstein de Mary Shelley, encenada pelo mesmo produtor da peça anterior de 7 Doors. Em 11 de dezembro, o novo álbum de estúdio de Luna Sea, A Will, foi lançado depois de treze anos. Em 23 de dezembro, a turnê solo "Thrive to Realize" começou em Kobe, e terminou em 29 de dezembro no Shibuya-AX em Tóquio.

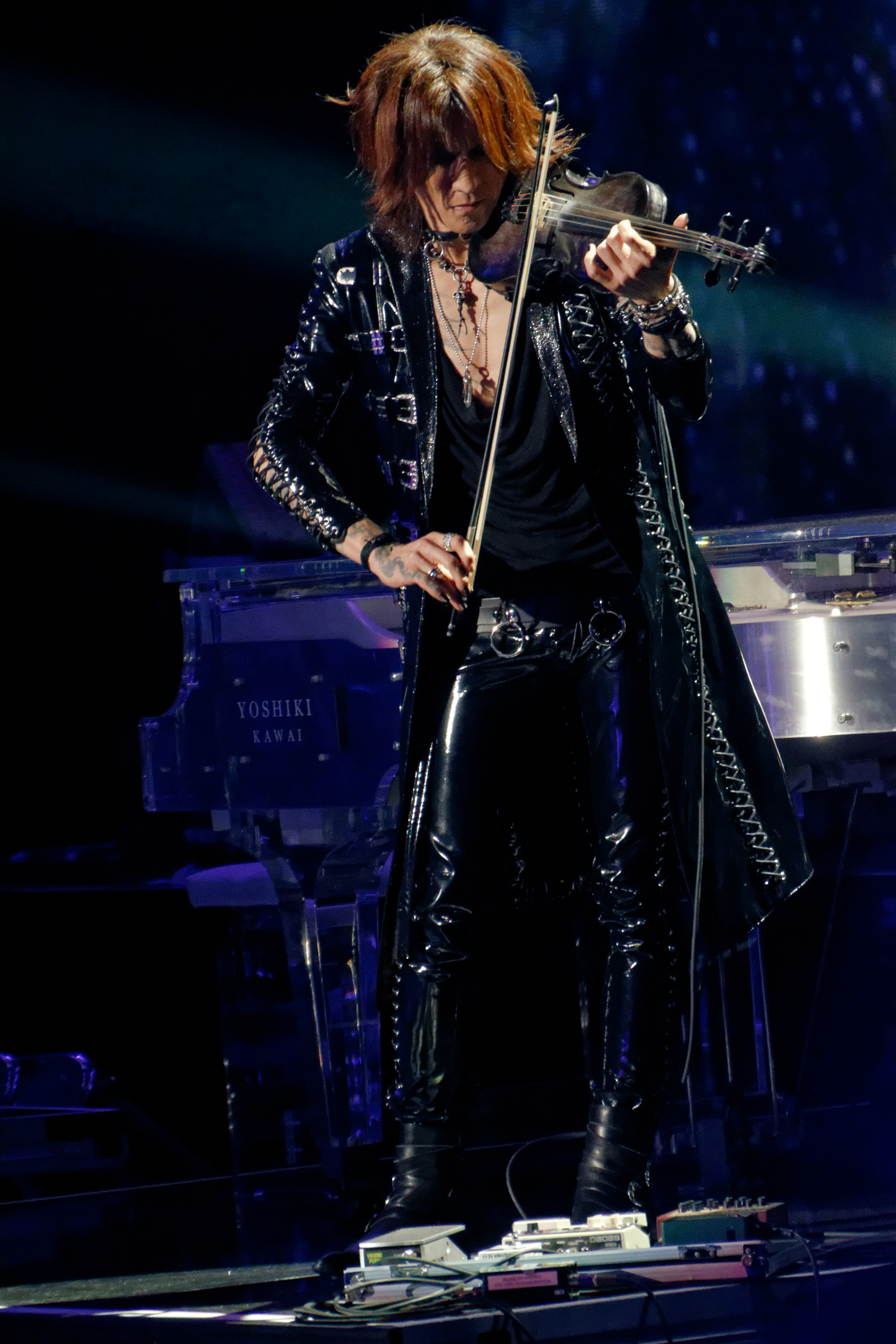
Sugizo tocando violino no Madison Square Garden, 2014

Em março de 2014, Sugizo se juntou e apresentou no concerto de 50 anos de seu amigo de longa data, Morrie, o vocalista da banda Dead End. Em abril, foi anunciado um projeto multimídia, "Art of Parties", uma instalação ao vivo que incorpora arte, vídeo, música e dança, apresentando também outros artistas. Em setembro, ele apareceu e se apresentou no evento "The Solar Budokan". Em 24 de setembro, uma compilação de música clássica selecionada por Sugizo foi lançada, algumas das faixas reorganizadas por ele.

### 2015–2016:Oto
Em janeiro, Sugizo foi um convidado no concerto de piano solo do compositor Ikuro Fujiwara. Em 11 de março, ele participou do evento Peace on Earth no Parque Yoyogi para uma cerimônia memorial do terremoto e tsunami de 2011 em Tohoku. Em abril, ele cobriu a faixa Bike, para o álbum de tributo de 20 anos de Maaya Sakamoto, e estava programado para aparecer no Festival Tanz Too Noise Muzik em Hong Kong, mas o evento acabou cancelado. Em maio, ele participou da curta turnê japonesa de Juno Reactor, em Osaka, Nagoya e Tóquio. Em 3 de maio, ele se juntou ao companheiro de Luna Sea, Ryuichi, e ao maestro Ikuro Fujiwara, para um show do 'Symphonic Luna Sea Reboot'. Em junho, ele viajou bastante com Luna Sea, tocando em 32 shows em 16 cidades do Japão. Ele se apresentou no Makuhari Messe no Lunatic Fest do Luna Sea, também com o X Japan. Em 8 de julho, seu álbum de compilação Spiritual Classic Sugizo Selection II foi lançado. No mesmo mês, ele se apresentou no evento In Order To Dance Vol.1, junto com Takkyu Ishino e outros. Primeira turnê nacional do X Japan do Japão em 20 anos começou com três datas consecutivas no Yokohama Arena em 2 de dezembro, continuou com Osaka-jō Hall em 7 de dezembro, Marine Messe Fukuoka em 9 de dezembro, Hiroshima Green Arena em 11 de dezembro, e terminou em dezembro de 14 no Nippon Gaishi Hall. Eles também se apresentaram em Kōhaku Uta Gassen pela primeira vez em 18 anos.
Em 11 de março de 2016, ele novamente participou do evento gratuito Peace on Earth, em seguida, apareceu no álbum de 45º aniversário do Kazumi Watanabe, Guitar Is Beautiful KW45, com a faixa "Round Midnight". Em abril, ele se apresentou no Earth Day Tokyo, Em junho, ele fez um show solo com seu colega Luna Sea, Inoran, intitulado Sugizo vs Inoran Presents Best Bout. Em agosto, um novo single digital foi lançado, intitulado Life on Mars?, como uma homenagem a David Bowie. Ele foi seguido por Lux Aeterna em setembro e Raummusik em outubro. X Japan encabeçou as três noites do Visual Japan Summit de 14 a 16 de outubro de 2016 no Makuhari Messe. Como comemoração do 20º aniversário de sua estréia solo, Sugizo fez uma turnê nacional, com seu novo álbum, Oto, lançado em novembro. No final de dezembro, ele tocou com o Luna Sea no Saitama Super Arena para um show de dois dias.

### 2017–presente:Oneness MeAi to Chowa
Em 4 de março de 2017, Sugizo subiu ao palco na Arena Wembley, em Londres, com o X Japan. Em 24 de maio foi revelado que Sugizo tem experimentado com fontes alternativas de energia para alimentar seu sistema de guitarra, testando as células de combustível Toyota Mirai e Honda Clarity e o sistema será testado durante o show do Luna Sea no Budokan em 29 de maio. Já no final do ano, em 29 de novembro, Sugizo lançou seu sexto álbum solo intitulado Oneness M, apresentando um vocalista diferente em cada música, incluindo, por exemplo, Toshi do X Japan, Teru de Glay e Kiyoharu. Ele também pediu aos vocalistas para contribuir com as letras, com algumas exeções. Também compilou seus remixes Replicant Truth?, "Replicant Prayer" e "Replicant Lucifer" em um álbum chamado Replicants, lançado em 25 de outubro.

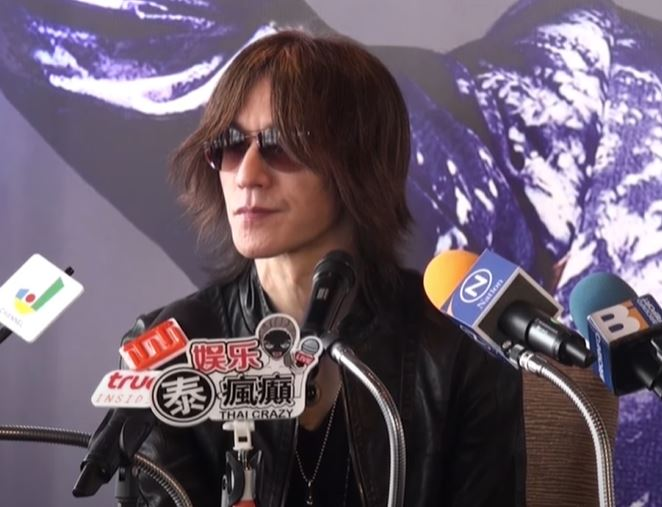
Sugizo na Tailândia em 2019.

Em abril de 2018, co-estrelou o comercial J-Cola da Pepsi Japão. No ano seguinte, Sugizo produziu as músicas-tema para o anime Mobile Suit Gundam: The Origin - Advent of the Red Comet. O Luna Sea forneceu os temas de abertura, mas para os temas de encerramento ele decidiu colaborar com cantoras. O primeiro tema é com Sugizo feat. Glim Spanky fazendo um cover de "Meguriai" (めぐりあい) de Daisuke Inoue e o segundo é um cover de "Mizu no Hoshi e Ai wo Komete" (水の星へ愛をこめて) de Hiroko Moriguchi por Sugizo feat. KOM_I (de Wednesday Campanella). O terceiro é dessa vez uma canção inédita, "A Red Ray" de Sugizo feat. miwa, que ele compôs e arranjou enquanto ela escrevia as letras. A última é Sugizo feat. Aina the End (BiSH) fazendo um cover de "Hikari no Hate" (光の涯), canção original lançada primeiramente em seu álbum Oneness M com letras e vocais fornecidos por Morrie. Também em 2019, Sugizo ajudou a produzir a banda de pop rock chinesa VOGUE5.
Ele forneceu as canções-tema do anime Gibiate de julho de 2020; a abertura "Gibiate" com os Yoshida Brothers e "Endless" com Maki Ohguro. Em 30 de setembro, Sugizo lançou seu primeiro álbum ao vivo Live in Tokyo. Após 12 anos, Sugizo anunciou o renascimento de sua jam band Shag em novembro de 2020. O grupo, que inclui o baixista KenKen (Rize), fez dois shows nos dias 6 e 7 de dezembro. No meio de novembro, ele anunciou seu sétimo álbum de estúdio, intitulado Love & Tranquility ou Ai to Chōwa (愛と調和), lançado em 23 de dezembro. Além disso, participou de um programa no YouTube em homenagem a Edward Van Halen, falecido em outubro, junto com outros músicos famosos. Além de "A Red Ray", a versão de Aina the End de "Hikari no Hate" e uma nova versão de "Endless" também foram incluídos em Ai to Chowa. Ele também traz um cover de "So Sweet So Lonely" do Dead End como um tributo ao guitarrista You, que faleceu mais cedo naquele ano.
Em 2022, lançou um EP de música ambiente com o artista Hataken, intitulado The Voyage to The Higher Self. Em 1º de julho, Shag lançou seu primeiro álbum intitulado The Protest Jam, editado a partir de apresentações ao vivo e gravações em estúdio do próprio Sugizo. Em novembro de 2022, Sugizo foi anunciado como membro do supergrupo The Last Rockstars, junto com os colegas Yoshiki, Hyde e Miyavi. O grupo lançou seu primeiro single, "The Last Rockstars", em dezembro do mesmo ano e anunciou shows para 2023 no Japão e Estados Unidos.

## Vida pessoal
Divorciado, Sugizo tem uma filha chamada Luna Artemis Sugihara, nascida em 27 de abril de 1997. Em entrevista com a Music Japan Plus, ele disse que o nascimento dela o transformou: "Quando você ama sua filha, você começa a amar todas as crianças. Embora isso possa parecer exagerado, nada me fará mais feliz do que ver todas as crianças ao redor do mundo levarem uma vida feliz." Posteriormente, ele namorou brevemente a atriz taiwanesa Vivian Hsu.
Os pais de Sugizo se divorciaram quando ele estava no ensino médio e ele passou a morar com a mãe. Ele tem um bom relacionamento com ela e desde então se reconciliou com o pai, que tem outra família.

## Equipamento

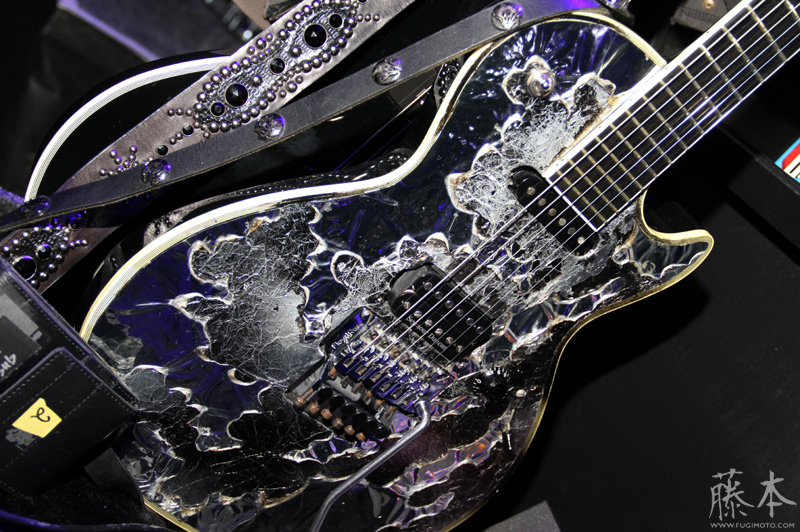
Guitarra ESP "Eclipse S-VIII Brilliant MixedMedia" de Sugizo em um show do X Japan nos bastidores em 2011

Sugizo quase sempre usou guitarras ESP e tem em torno de 16 modelos signature pela ESP Japan. Para seus projetos solo ele geralmente usa guitarras e baixos Fender.
Ele também toca violinos elétricos de assinatura de Kranz, e seus arcos são feitos por Codabow.

## Influência

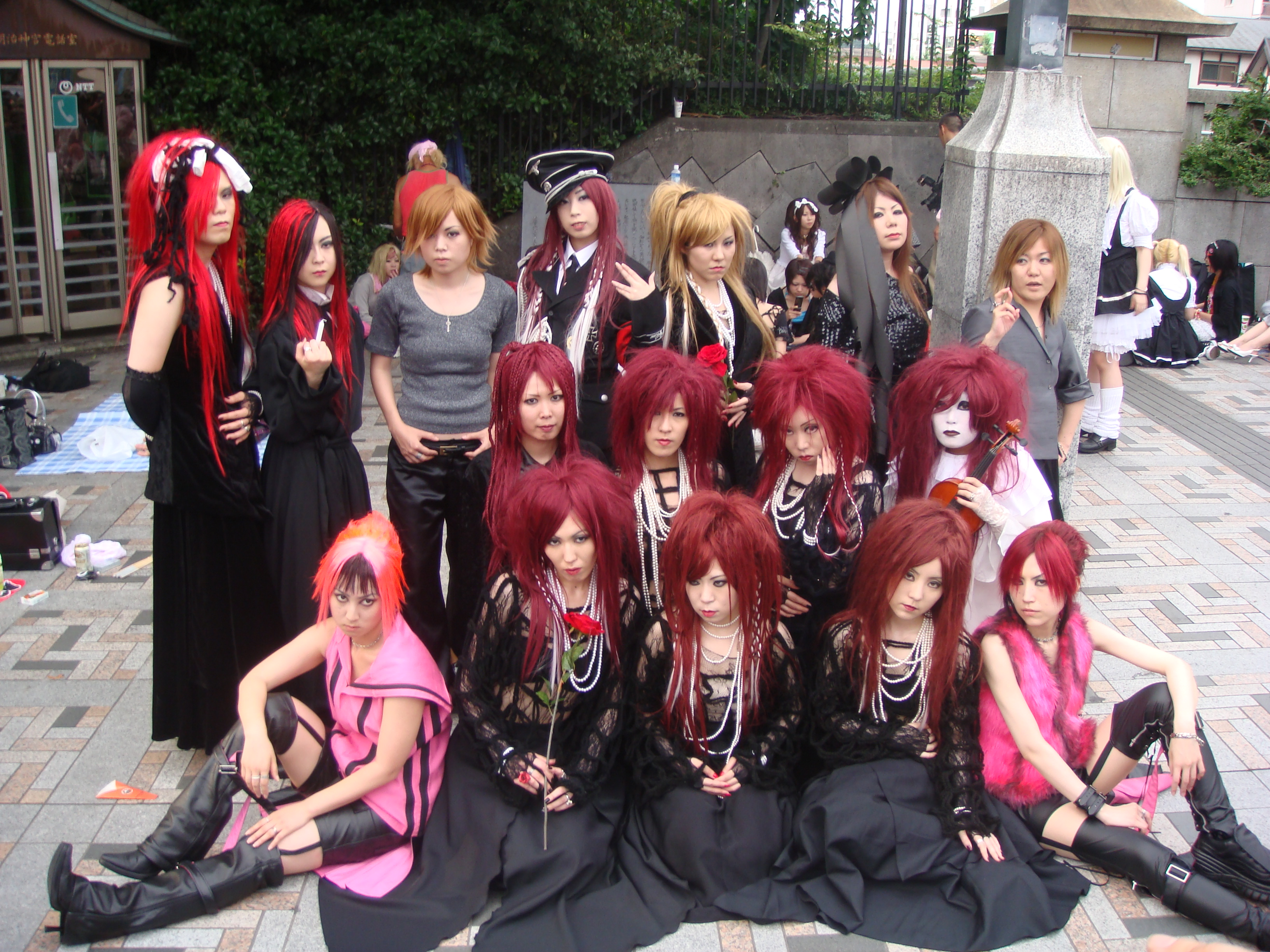
Fãs fazendo cosplay de vários visuais que Sugizo usou nos anos 90.

Além dos artistas que foram influenciados pelo Luna Sea como um todo, Uruha do The Gazette citou exclusivamente Sugizo como influência.

## Discografia
- Truth? (1997)
- C:Lear (2003)
- Flower of Life (2011)
- Tree of Life (2011)
- Oto (音) (2016)
- Oneness M (2017)
- Ai to Chōwa (愛と調和) (2020)

## Filmografia
| Ano  | Título                                    | Papel        | Notas                        |
| ---- | ----------------------------------------- | ------------ | ---------------------------- |
| 2002 | Soundtrack                                | Sion         | Compositor da trilha sonora  |
| 2002 | Hogi-Lala (ホ・ギ・ラ・ラ)                | Toshi (トシ) |                              |
| 2002 | Rock'n'roll Mishin (ロックンロールミシン) |              |                              |
| 2002 | RedЯum                                    |              | Apresentado na Fuji TV       |
| 2016 | Tokyo Decibels                            | Kurosawa     | Diretor de música            |
| 2016 | We Are X                                  | Ele mesmo    | Documentário sobre o X Japan |